# آنگاه سکوت فرا خواهد رسید
آنگاه سکوت فرا خواهد رسید (لهستانی: Potem nastąpi cisza) یک فیلم درام لهستانی به کارگردانی یانوش مورگن‌اشترن است که در سال ۱۹۶۵ منتشر شد.

## گزیدهٔ بازیگران
- مارک پرپچکو
- دانیل اولبریخسکی
- تادئوش اومنیتسکی
- باربارا بریسکا
- کاژیمیش فابیشاک
- ویتولد پیرکوش
- باربارا سووتیشیک
- تادئوش اشمیت
- دامیان دامینتسکی